# We Call It Techno!
We Call It Techno! ist ein Dokumentarfilm von Maren Sextro und Holger „Hoschi“ Wick aus dem Jahr 2008, der die Entstehungsphase der Technoszene in Deutschland von 1988 bis 1993 dokumentiert. Die Dokumentation zeigt Techno als erste Popkultur, die maßgeblich in Deutschland entstanden ist. Der Film besteht aus aktuellen Interviews sowie altem Film- und Fotomaterial.

## Inhalt
Der Film beschreibt unter anderem folgende Phänomene:
- den Technoclub (Talla 2XLC) im Frankfurter Club No Name
- das Ufo, in dem DJs wie Tanith und Mijk van Dijk frühen Acid House und Techno spielten
- die von Dr. Motte organisierte erste Loveparade im Jahr 1989 auf dem Berliner Ku’damm
- die Tekknozid-Partys von Wolle XDP
- den Berliner Club Planet (Dr. Motte)
- den Frankfurter Club Dorian Gray
- den Kölner Space Club, das spätere Warehouse
- die Loveparade 1991, ein Aufeinandertreffen lokaler Szenen und „deutscher Summer of Love“
- Techno als Lebensstil
- das Omen (Sven Väth)
- den Mainzer Techno-Club Brückenkopf
- die Plattenläden Hardwax (Berlin) und Delirium (Frankfurt)
- die Mayday 1991 als Beispiel für die Kommerzialisierung der Technoszene
- die Desillusionierung der Techno-Szene bezüglich ihrer Philosophie (Spirit)